# Macrobi (prevere)
Macrobi (en llatí: Macrobius) fou un prevere catòlic de l'església africana del segle iv esmentat per Optat i Gennadi de Marsella en els seus escrits.
Va esdevenir partidari dels donatistes, que el van enviar a Roma, on clandestinament va oficiar com a bisbe de la seva secta (suposadament fou el quart bisbe donatista a Roma). Va escriure Ad Confessores et Virgines, alabant la castedat (escrita abans de ser donatista), i més tard Epistola de Passione Maximiani et Isaaci Donatistarum.